# Archidiecezja Madrasu i Myliaporu
Archidiecezja Madrasu i Myliaporu (łac. Archidioecesis Madraspolitanus et Meliaporensis, ang. Archdiocese of Madras and Mylapore (Meliapor)) – rzymskokatolicka archidiecezja ze stolicą w Ćennaj w stanie Tamilnadu, w Indiach. Arcybiskupi Madrasu i Myliaporu są również metropolitami metropolii o tej samej nazwie.

## Historia
W 1642 roku papież Urban VIII erygował wikariat apostolski fortu świętego Jerzego. W 1832 roku papież Grzegorz XVI zmienił jego nazwę na wikariat apostolski Madrasu. W dniu 1 września 1886 roku papież Leon XIII podniósł wikariat apostolski do rangi archidiecezji metropolitarnej Madrasu. W dniu 12 listopada 1952 roku papież Pius XII zmienił nazwę archidiecezji na Madrasu i Myliaporu.